# 韩善续
韩善续（1937年4月13日—2016年6月19日），北京人，中国话剧演员，北京人民艺术剧院演员。1958年，考入北京人民艺术剧院。话剧代表作品《雷雨》《天下第一楼》《鸟人》，電視代表作品《三国演义》的张繡、电影代表作品《找乐》的董头。

## 表演作品

### 话剧作品
- 《鸟人》 饰 百灵张[4]
- 《天下第一楼》饰 烤鸭师傅“罗大头”
- 《小井胡同》
- 《好人润五》饰 润五父亲
- 《雷雨》饰 鲁贵

### 电视剧作品
- 《甄三》饰 高阔亭
- 《西游记》饰 独角鬼王、刘洪、鹰愁涧老丈等
- 《三国演义》饰 张繡
- 《东周列国春秋篇》饰 崔杼
- 《家家有本难念的经》
- 《可叹天下父母心》
- 《挚爱》饰 苏云凯
- 《英雄》饰 老丁
- 《古董王爷》
- 《太阳花》
- 《天下第一楼》
- 《敌后武工队》饰 周大拿

### 电影作品
- 《盛夏和她的未婚夫》饰 刘经理
- 《血泪情仇》饰 宋孝贤 将军
- 《黑白人间》饰 混混头牛二
- 《找乐》饰 董头